# Leichtathletik-Weltmeisterschaften 2023/Teilnehmer (Samoa)
| Goldmedaillen | Silbermedaillen | Bronzemedaillen |
| ------------- | --------------- | --------------- |
| —             | —               | —               |

Der Leichtathletikverband von Samoa hat für die Leichtathletik-Weltmeisterschaften 2023 in Budapest einen Sportler gemeldet.

## Ergebnisse

### Männer

#### Sprung/Wurf
| Athletin  | Disziplin  | Qualifikation | Qualifikation | Finale     | Finale |
| Athletin  | Disziplin  | Weite/Höhe    | Platz         | Weite/Höhe | Platz  |
| --------- | ---------- | ------------- | ------------- | ---------- | ------ |
| Alex Rose | Diskuswurf | 65,26 m       | 8             | 61,69 m    | 12     |